# Linda Tirado
Linda Tirado (* in Michigan) ist eine US-amerikanische Autorin, freiberufliche Fotografin und Aktivistin. Bekannt wurde sie ursprünglich durch einen Textbeitrag zur Lebensrealität von Menschen in Erwerbsarmut im Jahr 2013. Dieser ging im Internet viral und wurde später auch von The Huffington Post, Forbes und The Nation veröffentlicht. Nachdem 2014 ihr Buch Hand to Mouth: Living in Bootstrap America erschienen war, wurde sie im selben Jahr als eine der BBC 100 Women ausgewählt.

## Leben
Tirado wurde in Michigan in – nach eigenen Angaben „nicht fantastische“ – familiäre Verhältnisse geboren und seit ihrem Kleinkindalter von ihren Großeltern aufgezogen. Diese ermöglichten ihr auch den Besuch besserer Schulen, das College brach sie jedoch ab und übernahm Jobs für politische Kampagnen. Sie war mit einem Marine verheiratet und ist Mutter zweier Kinder. Sie arbeitete in unterschiedlichen Niedriglohnjobs und lebte zeitweise in einem Trailer. Ihre Armutserfahrungen stammen aus der Zeit seit ihrer ersten Schwangerschaft; später gelang ihr mit familiärer Unterstützung eine Stabilisierung ihrer Lebenssituation.
Als in einem Online-Forum die Frage gestellt wurde, warum arme Menschen häufig selbstzerstörerisch leben, verfasste Tirado den Essay Why I Make Terrible Decisions, or, poverty thoughts (deutsch: Warum ich schreckliche Entscheidungen fälle, oder: Armutsgedanken), in dem sie ihre Erfahrungen mit ihrer Armut schilderte. Der Artikel erhielt weitreichende Aufmerksamkeit und wurde von etablierten Medien nachgedruckt. Ermutigt, ihre Erfahrungen in einem Buch aufzuschreiben, sammelte sie in einer Crowdfunding-Kampagne rund 60000 US-Dollar für diesen Zweck ein. Das Buch erschien 2014 bei G. P. Putnam’s Sons, einem Imprint von Penguin Books. Die folgenden Jahre waren von diesem Erfolg geprägt, sie engagierte sich weiterhin gegen Armut und wurde international auf Vorträge und zu Interviews eingeladen.
Vorwürfe, ihr Text sei nicht authentisch oder sogar ein Hoax, konterte sie, indem sie der Washington Post ihre Sozialhilfebelege vorlegte und auf YouTube ihre verfaulten Zähne zeigte.
Während der George-Floyd-Proteste im Mai 2020, die sie als Fotografin in Minneapolis dokumentierte, wurde sie von einem Gummigeschoss der Polizei getroffen und verlor ein Auge.

## Publikationen
- Hand to mouth : living in bootstrap America. G.P. Putnam’s Sons, New York 2014, ISBN 978-0-399-17198-7.
- Chrissy Stroop, Lauren O’Neal (Hrsg.): Empty the pews : stories of leaving the church. Indianapolis, IN 2019, ISBN 978-1-946093-07-3 (Essay in der Anthologie).